# Colditz (serie televisiva)
Colditz è una serie televisiva britannica in 28 episodi andati in onda nel corso di due stagioni dal 1972 al 1974. Fu una coproduzione tra la BBC e la Universal Studios.
Colditz fu ideato da Brian Degas insieme al produttore Glaister Gerard, che in seguito nel 1979 creò un'altra serie di successo della BBC ambientata nella seconda guerra mondiale, Secret Army. Consulente tecnico per la serie fu l'ufficiale britannico Pat Reid. Uno dei luoghi utilizzati per le riprese è stato il Castello di Stirling. 
L'intreccio e i personaggi sono liberamente ispirati ad eventi e persone reali, ad eccezione di alcuni drammatici come quelli riguardanti il figlio del Kommandant e quelli riguardanti la moglie e la madre del Colonnello Preston.
In Italia, per il solo canale RAI, fu trasmessa nel 1975 una riduzione di sole sei puntate, che termina con la riuscita fuga in Svizzera di alcuni dei personaggi.

## Trama
Le vicende di ufficiali Alleati nella prigione di massima sicurezza del castello di Colditz, gestito dalle SS, durante il Secondo Conflitto Mondiale, dei numerosi tentativi di evasione, delle relazioni che si formano tra i prigionieri e i loro carcerieri tedeschi, fino alla liberazione da parte degli Americani nel 1945.

## Personaggi
- Tenente Simon Carter (26 episodi, 1972-1974), interpretato da David McCallum. Carter è un giovane ufficiale testa calda della RAF molto impaziente di fuggire. Gli manca la sua giovane moglie, Cathy e cerca di tornare da lei. Egli si trova spesso in isolamento. Nella seconda stagione, si calma un po' quando accetta l'incarico di responsabile della fuga, ed è temperato da tale responsabilità.
- Capitano Tim Downing (25 episodi, 1972-1974), interpretato da Richard Heffer. Il capitano Downing è generalmente l'avvocato del diavolo del gruppo. Mentre sembra essere il più pessimistico del contingente britannico riguardo ad eventuali fughe, le sue critiche sono spesso penetranti e validi. Egli è spesso in contrasto con il Colonnello Preston, che sfida di frequente. Partecipa raramente ai tentativi di fuga, ma fornisce un supporto affidabile per fuggitivi.
- Capitano George Brent (24 episodi, 1972-1974), interpretato da Paul Chapman. Il capitano Brent è il più nervoso e meno affidabile degli ufficiali, ma è in grado di avere idee brillanti. È purtroppo per lui noto nel gruppo per il numero di fughe non riuscite o nelle quali ha rovinato la possibilità ad altri di fuggire.
- Tenente Colonnello John Preston (23 episodi, 1972-1974), interpretato da Jack Hedley. Il colonnello Preston è molto intelligente (in grado di ottenere quello che vuole dai i tedeschi restando dalla parte del proprio gruppo), e normalmente rigido nella sua applicazione dei principi. Se la cava abbastanza bene con il Kommandant, ma è abile nel manipolare.
- Kommandant (23 episodi, 1972-1974), interpretato da Bernard Hepton, capitano tedesco. Il Kommandant, conosciuto solo come Karl, è un moderato Oberst (colonnello) della Wehrmacht. Aderisce alla Convenzione di Ginevra al meglio delle sue capacità e rispetta gli ufficiali nemici prigionieri. Spesso si trova nel dilemma per gli ordini che riceve dalla Waffen-SS e dal Reich. Con l'aiuto di Schaetzel, e la cooperazione del Colonnello Preston, lavora costantemente per evitare che le SS assumano il controllo della fortezza.
- Capitano Franz Ulmann (23 episodi, 1972-1974), interpretato da Hans Meyer, capitano tedesco. Ulmann è il responsabile della sicurezza di Colditz. Prende la sua responsabilità di impedire fughe sul serio ed è a volte a disagio con l'atteggiamento lassista della Kommandant. È spesso in disappunto per la mancanza di disciplina tra le forze di sicurezza.
- Tenente Dick Player (17 episodi, 1972-1974), interpretato da Christopher Neame. Il tenente Player è un ufficiale della Royal Navy tranquillo ma determinato. La sua storia e la sua vita trascorsa in Germania, provoca il sospetto tra i tedeschi che sia una spia in un primo momento, il che gli porta una grande quantità di guai. Una volta a Colditz, però, lui partecipa ad alcuni dei più audaci tentativi di fuga della serie.
- Tenente Phil Carrington (14 episodi, 1972-1974), interpretato da Robert Wagner, è un ufficiale americano che si era offerto di servire gli inglesi nella guerra. Ha lavorato come giornalista a Berlino prima della guerra, ha così una conoscenza approfondita della politica della Germania e della lingua tedesca. Egli sembra essere ragionevole in un primo momento, ma è un cane sciolto, aspetto che lo mette nei guai sia con i tedeschi che con gli inglesi.
- Capitano Pat Grant (14 episodi, 1972-1973), interpretato da Edward Hardwicke. Il capitano Grant è il primo ufficiale britannico in fuga da Colditz. Egli è mite e per lo più equilibrato. Spesso serve da arbitro tra passione e l'entusiasmo dei suoi colleghi ufficiali e il freddo Colonnello Preston. Il Grant della fiction assomiglia al vero Pat Reid, ex prigioniero di guerra che è stato il consulente tecnico per la serie.
- Horst Mohn (11 episodi, 1974), interpretato da Anthony Valentine. Mohn è un personaggio del tutto fittizio, entra in scena all'inizio della seconda stagione. È stato ferito gravemente a Stalingrado dai russi, ha servito per lo staff personale di Hitler prima di servire a Colditz. Egli è un membro del partito nazista, ed è collegato ad alcuni importanti dirigenti del partito (anche se durante la serie non si accenna a chi). Si trova costantemente in conflitto con il Kommandant, perché per la sua concezione di guerra è frustrato dato che percepisce il trattamento dei prigionieri troppo con "i guanti".
- Peter Muir (10 episodi, 1972-1973), interpretato da Peter Penry-Jones. Muir è un ufficiale temerario ed è un membro forte del gruppo di fuga. Ha fatto parte della squadra di Pat Grant, ma è stato ferito da un colpo di pistola quando lui e Player sono stati catturati.
- Tenente Colonnello Max Dodd (5 episodi, 1974), interpretato da Dan O'Herlihy. Della vecchia scuola e sfacciato, non accetta di buon grado la prigionia e spesso si scontra con il Kommandant.
- Capitano Richard Walters (5 episodi, 1974), interpretato da Nicholas McArdle.
- Tony Shaw (4 episodi, 1974), interpretato da Jeremy Kemp. Docente universitario prima della guerra, diventa ossessionato con la sua idea di una fuga con un aliante.
- Capitano Coty (4 episodi, 1973-1974), interpretato da Lawrence Davidson.

## Episodi
| Stagione         | Episodi | Prima TV originale |
| ---------------- | ------- | ------------------ |
| Prima stagione   | 15      | 1972-1973          |
| Seconda stagione | 13      | 1973-1974          |